# Giovanni Battista Bagutti (plâtrier)
Ne doit pas être confondu avec Giovanni Battista Bagutti (peintre).
Pour les articles homonymes, voir Bagutti.
 (décembre 2023).
Si vous disposez d'ouvrages ou d'articles de référence ou si vous connaissez des sites web de qualité traitant du thème abordé ici, merci de compléter l'article en donnant les références utiles à sa vérifiabilité et en les liant à la section « Notes et références ».
Giovanni Battista Bagutti (connu aussi sous le nom de Giovanni Bagutti), né le 14 octobre 1681 à Rovio et mort après 1730, est un stucateur d’origine suisse ayant fait carrière en Angleterre.

## Biographie
Cet artiste d’origine tessinoise est connu essentiellement pour sa carrière en Angleterre. On le trouve dès 1709 au château Howard (Yorkshire), vers 1723 à Mereworth Castle. Travaillant souvent en collaboration avec Giuseppe Artari, d'Arogno, il est actif sur des chantiers dirigés par des architectes prestigieux : Giacomo Leoni, Francis Smith, Colen Campbell et James Gibbs. Ce dernier, dans son livre Book of Architecture (1728), signale Bagutti et Artari comme étant « les meilleurs ornemanistes jamais venus en Angleterre ». Ces deux artistes décorent sous sa direction l'Octagon House à Twickenham (1720), les églises londoniennes St.-Martin-in-the-Fields (1722-1726) et St Peter, Vere Street (1723-1724).